# Gypsophila acantholimoides
Gypsophila acantholimoides är en nejlikväxtart som beskrevs av Joseph Friedrich Nicolaus Bornmüller. Gypsophila acantholimoides ingår i släktet slöjor, och familjen nejlikväxter. Inga underarter finns listade i Catalogue of Life.